# Souls of Zen: Nach dem Tsunami – Buddhismus und Ahnengedenken in Japan 2011
Souls of Zen: Nach dem Tsunami – Buddhismus und Ahnengedenken in Japan 2011 (Originaltitel: Souls of Zen) ist ein Dokumentarfilm aus dem Jahr 2012 von den Regisseuren Tim Graf und Jakob Montrasio.

## Inhalt
Die Filmemacher Tim Graf und Jakob Montrasio gehen auf Friedhöfen, in Klöstern, Tempeln und in Familien der Frage nach, welche Auswirkungen die Nuklearkatastrophe bei Fukushima auf Glauben und Leben der Menschen hat. Der Film dokumentiert damit Japans religiöses Leben an einem entscheidenden Wendepunkt nach den Ereignissen vom März 2011. Es werden die Praktiken von Klerikern, Laien und Familien im alltäglichen Umgang mit der Katastrophe und ihren Auswirkungen gezeigt, im Leben in Tempeln und Klöstern, in Ritualen und dem Umgang mit der japanischen Ahnenverehrung. Neben den Praktiken werden Meinungen und Ansichten einzelner Protagonisten über die Ereignisse und deren Auswirkungen auf den und den Umgang damit im japanischen Buddhismus gezeigt.

## Produktion und Veröffentlichung
Der Dokumentarfilm wurde produziert von m&r Kreativ, die auch den weltweiten Vertrieb übernahmen. Regie führten Tim Graf, der auch das Drehbuch schrieb und als Produzent fungierte, und Jakob Montrasio. Das Editing wurde von den beiden Regisseuren übernommen. Neben Graf war auch Michael Zimmer Produzent. Die Musik komponierte Thomas Henz. Die Dreharbeiten fanden von März bis Dezember 2011 in Japan statt.
Premiere des Films war am 21. September 2012 auf dem Zurich Film Festival. Einen Tag darauf war er auf dem Buddhist Film Festival in Singapur zu sehen. Es folgten Vorführungen auf weiteren Festivals in Polen, Deutschland und den USA.

## Kritiken
„Wie der japanische Buddhismus mit dieser Zerstörung umgeht, zeigt der Film ‚Souls of Zen‘ in 90 Minuten eindrucksvoll. Dabei bedient sich die Dokumentation jedoch gelegentlich einer akademischen Sprache sowie buddhistischer Begriffe, die für Laien nicht ganz einfach zu verstehen sind. Dennoch ist ‚Souls of Zen‘ informativ und sehenswert – und das nicht nur für Menschen, die sich für Japan und Buddhismus interessieren.“

„Souls of Zen versucht zwei gigantische Themen – den Tsunami mit dessen Folgen sowie den Buddhismus – unter eine Haube zu bringen. Dabei liefert er grundsätzlich interessante Informationen und gute Einblicke, doch letztendlich bleiben es oberflächliche Eckdaten, die sich zu viel Halbwissen zusammenfügen, das man anschliessend in Eigenregie aufarbeiten muss, denn weder die Katastrophe noch der Buddhismus werden wirklich umfassend beleuchtet.“

## Auszeichnungen
- Auf dem Zurich Film Festival 2012 für den Golden Eye Award nominiert.[1]